# Christophe Cuvillier
Christophe Cuvillier (Etterbeek, 5 dicembre 1962) è un imprenditore francese.
È un uomo d'affari francese e attuale amministratore delegato del gruppo immobiliare europeo Unibail Rodamco Westfield.

## Formazione scolastica
Cuvillier ha studiato alla Esade business school di Barcellona, in Spagna e poi all'Università della California - Berkeley. Ha completato i suoi studi presso l'HEC Paris, dove ha conseguito il diploma in gestione aziendale internazionale nel 1984.

## Carriera
Cullivier ha iniziato la sua carriera aziendale come apprendista vendite presso il marchio di cosmetici di lusso Lancôme, parte di L'Oréal, nel 1986. Presso Lancôme, ha fatto carriera fino a diventare amministratore delegato della filiale britannica dell'azienda nel 1992, prima di trasferirsi a Sydney come direttore della divisione australiana dei beni di lusso di L'Oréal nel 1993.
Nel 1995, Cuvillier è tornato a Lancôme come direttore generale delle attività francesi e nel 1998 è diventato direttore della divisione prodotti di lusso di L'Oréal in Francia.
Nel 2000, Cuvillier lascia L'Oréal per unirsi al gruppo Kering (ex PPR) come direttore del marketing e delle operazioni di prodotto presso Fnac, una delle sue filiali.
Nel 2003 è stato nominato direttore delle operazioni internazionali e dello sviluppo della Fnac e nel 2005 è diventato amministratore delegato di Conforama, un altro marchio Kering. Nel 2008 è stato nominato presidente e amministratore delegato della Fnac, carica che ha ricoperto fino al 2011.
Cuvillier ha lasciato il settore del lusso nel 2011 ed è entrato a far parte del gruppo immobiliare Unibail-Rodamco (Unibail Rodamco Westfield dal 2018) come direttore operativo e membro del consiglio di amministrazione. Nell'aprile 2013 è succeduto a Guillaume Poitrinal come presidente e amministratore delegato della società, carica che ricopriva dal 2005.